# Бережница (приток Днестра)
Бережница (укр. Бережниця) — река на Украине, в пределах Калушского района Ивано-Франковской области и Стрыйского района Львовской области. Правый приток Днестра (бассейн Чёрного моря).

## Описание
Длина реки 59 км, площадь бассейна 169 км². Уклон реки 5 м/км. Пойма в верховье шириной 50-80 м, в низовьях 200—500 м. Русло шириной 3-6 м, местами до 18 м. Сооружены плотины, пруды. На отдельных участках укреплены берега. Используется для рыбоводства, водоснабжения.

## Русло
Берёт начало в Украинских Карпатах, между восточными отрогами массива Сколевские Бескиды, к северу от села Тисов. Течет преимущественно на северо-восток, в приустьевой части поворачивает на восток и юго-восток. Впадает в Днестр восточнее села Млыниска.

## Притоки
Притоки — небольшие ручейки.

## Населённые пункты
На реке находятся город Моршин, посёлок городского типа Дашава и несколько сёл.